# Davide Viganò
Davide Viganò (nascido em 12 de junho de 1984, em Carate Brianza) é um ciclista profissional italiano. Atualmente, compete para a equipe Caja Rural.
2001
3º Campeonato Europeu Junior de Perseguição por equipas
2004
3º Trofeo Gianfranco Bianchin
2005
3º Criterium dei Campioni
2007
1º Etapa 1 (TTT) Tour de Qatar
2008
4º Geral GP Beghelli
5º Geral Giro del Piemonte
2009
6º Geral Cyclassics Hamburg
2011
1º Etapa 1 (TTT) Volta a Espanha
2014
1º Etapa 2 Volta a Portugal
3º Clásica de Almería
9º Trofeo Palma
2015
1º Geral Okolo Slovenska
1º Etapa 3
1º Etapa 3 Volta a Portugal